# Kaligram
Kaligram (též ideogram) je báseň, jejíž písmena nebo celá slova a verše jsou uspořádána typograficky do obrazce, který vyjadřuje téma básně samotné. Navazuje na tradici středověké carminy figuraty. Kaligram je příklad propojení literatury a výtvarného umění (podobně jako například komiks), kde v jednom uměleckém díle nerozlišeně splývá více uměleckých druhů.
Kaligram je typický pro avantgardu (například pro kubofuturismus); známým autorem kaligramů je např. Guillaume Apollinaire (jeho sbírka Kaligramy), v českém prostředí pak Jaroslav Seifert (např. jeho „Počitadlo lásky“ ze sbírky Na vlnách T.S.F.).
Kaligram můžeme chápat jako specifický literární žánr.

## Galerie

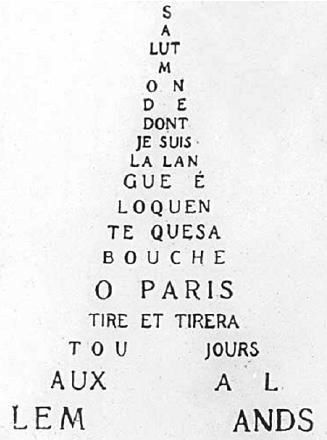
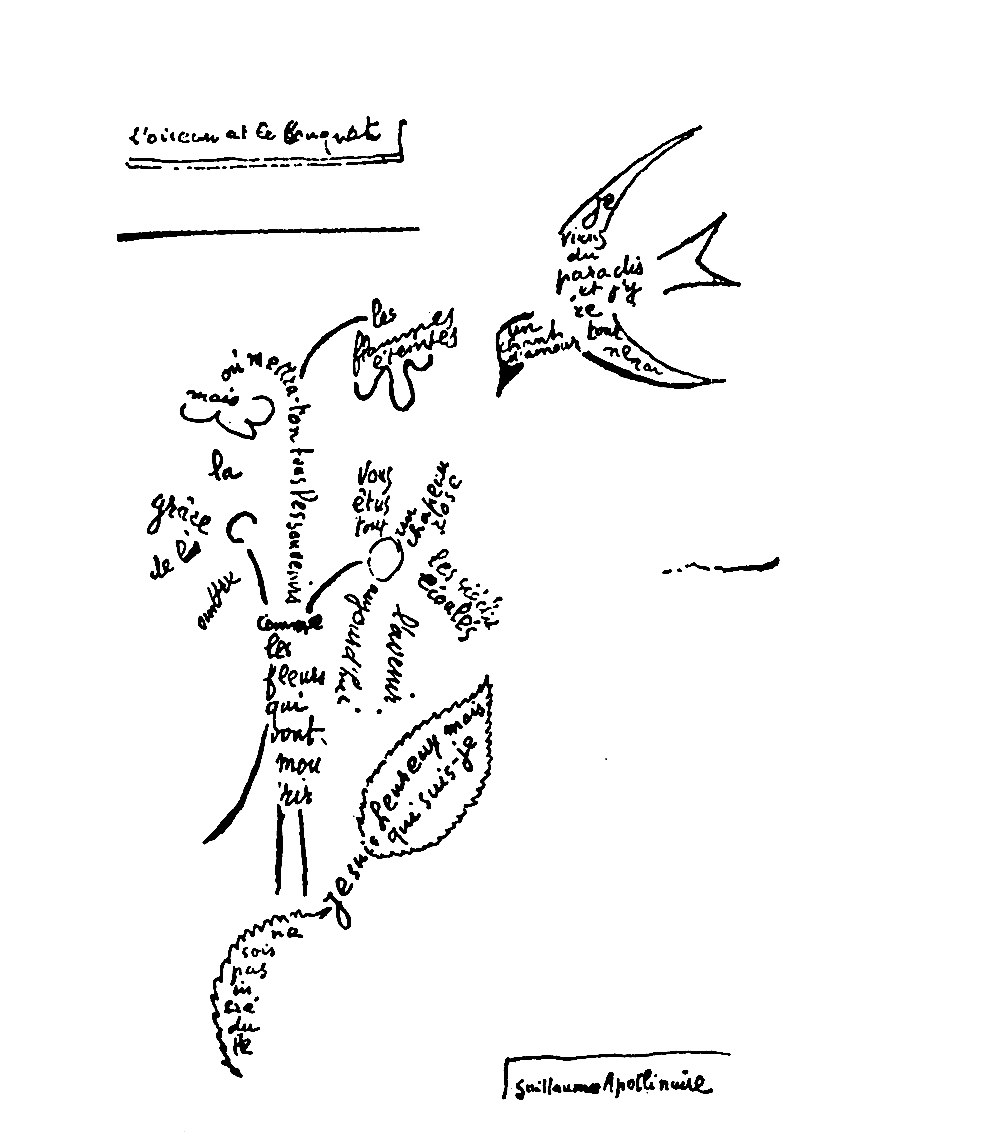
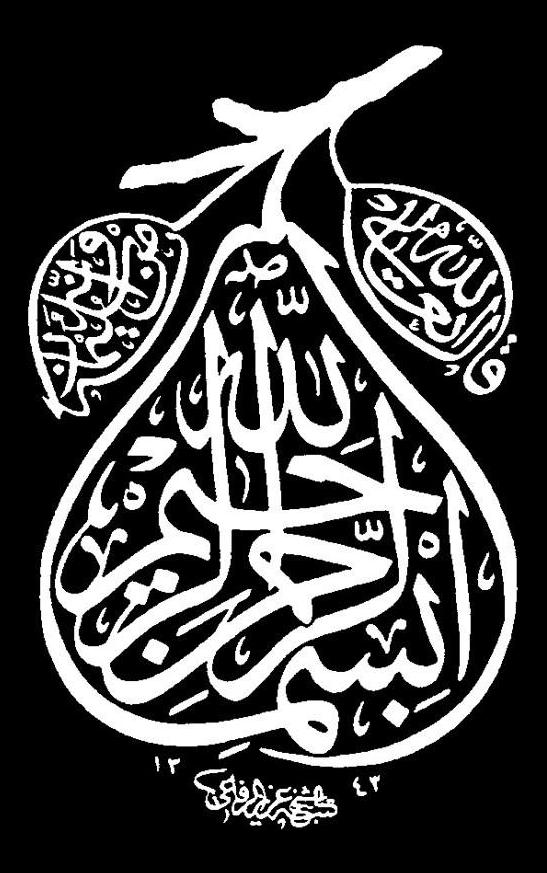
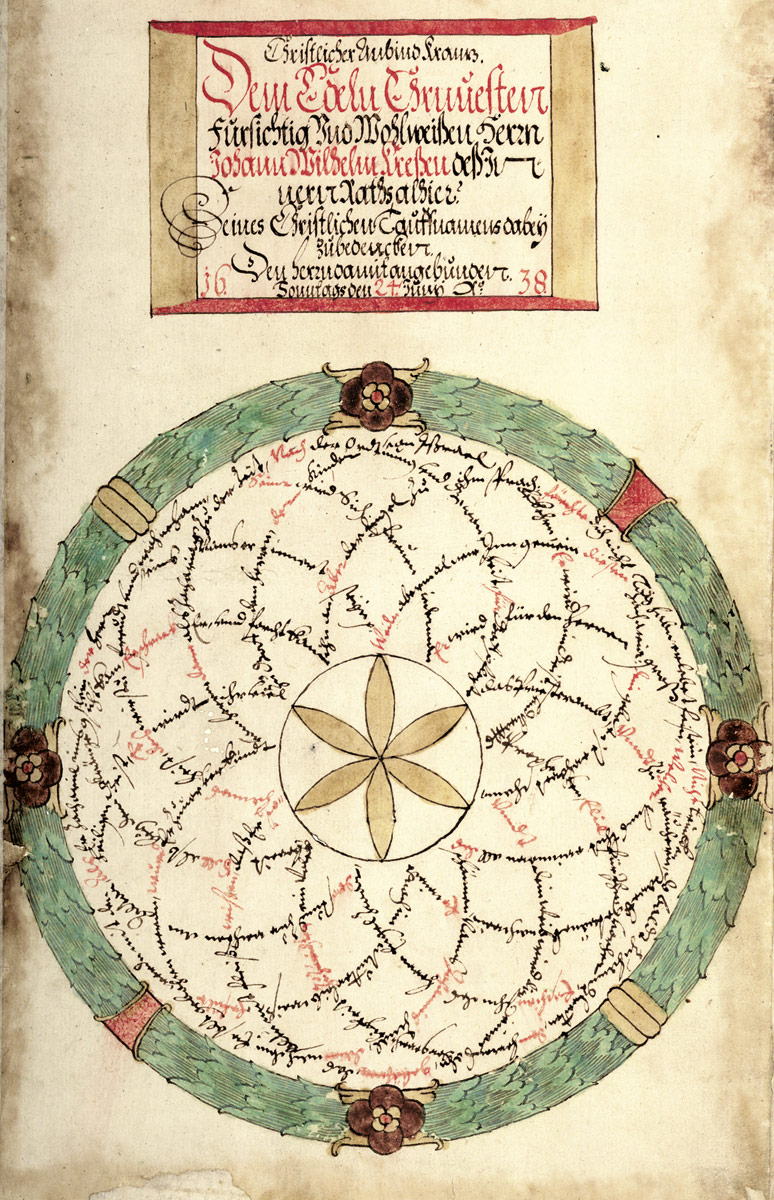